# Galanga

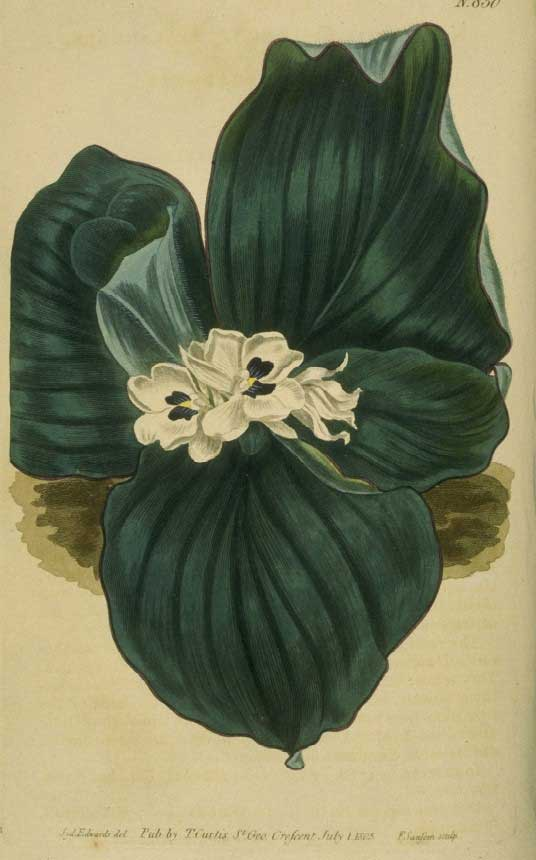
Kaempferia galanga

Galanga, do árabe khalanjan, (em inglês Galangal, em malaio lengkuas, em mandarim (tradicional) 高良薑, mandarim (simplificado) 高良姜, cantonês lam keong) é também conhecido como Gengibre do Laos ou Gengibre tailandês, é o rizoma de uma planta nativa do sul da China com utilidades tanto gastronômicas como medicina popular. É muito conhecida nas cozinha asiática, em particular dos países do sudeste asiático: Tailândia, Laos, Vietname, entre outras. Nos últimos anos o seu uso tem se estendido também pelo Ocidente, devido à popularidade da comida tailandesa. 
Além do uso culinário, também é utilizado como medicamento em diversos tratamentos, como câncer de boca e estômago, cólica, desinteira, indigestão, doenças de pele e até como afrodisíaco. Seu óleo pode ser usado como saborizante e também como repelente de insetos. 

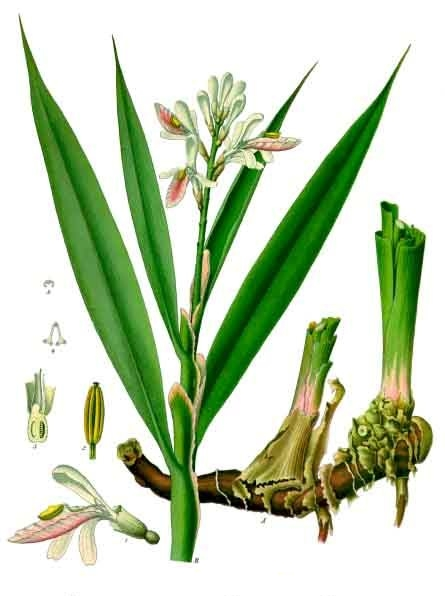
Lesser Galangal (Alpinia officinarum)

## Membros do gênero
A palavra galanga é o nome comum da espécie Alpinia galanga, cuja raíz é utilizada na culinária asiática, mas também pode denominar outros membros do gênero Alpinia. No entanto, pode também ser utilizada para referir-se às seguintes  plantas, todas elas da família das Zingiberaceae:
- Alpinia officinarum (galanga-pequena), muito semelhante à Alpinia galanga, pode ser utilizada como substituto.
- Kaempferia galanga (galanga-grande) utilizada exclusivamente na região malaia: Malásia, Singapura e Indonésia.
- Boesenbergia pandurata, gengibre chinês, é muito diferente da Galanga e só por erro será confundido com esta.